# Trung Hoa Nhật báo

Trung Hoa Nhật báo

Trung Hoa Nhật báo (Phồn thể: 中華日報, Bính âm: Zhōnghuá Rìbào) là một tờ báo Trung văn phồn thể phát hành tại thành phố Đài Nam, Trung Hoa Dân Quốc (Đài Loan). Tờ báo được thành lập vào ngày 20 tháng 2 năm 1946 trong thời kỳ Nhật Bản chiếm đóng Đài Loan. Tờ báo được coi là một "báo Đảng" của Trung Quốc Quốc Dân Đảng tại địa phương.